# Sabrina Roß
Sabrina Roß (* 11. April 1980 in Rostock) ist eine ehemalige deutsche Volleyball-Nationalspielerin.

## Karriere
Mit dem SSV Ulm 1846 wurde Sabrina Roß 2003 Deutscher Meister und Pokalsieger. Von 2008 bis 2012 spielte sie bei Smart Allianz Stuttgart, mit dem sie 2011 DVV-Pokalsieger wurde.
Für die deutsche Nationalmannschaft bestritt Sabrina Roß 42 Länderspiele.

## Privates
Sabrina Roß hat ein Grafik/Design-Studium abgeschlossen und arbeitet als Technische Zeichnerin.